# Composto organoxenônico
Os compostos organoxenônicos (ou compostos organoxenon e organo-xenon) na química orgânica contêm ligações químicas de carbono como o gás nobre xenônio. Os primeiros compostos organoxenônicos eram divalentes, como (C6F5)2Xe. O primeiro composto organoxenon tetravalente, [C6F5XeF2] [BF4], foi sintetizado em 2004.  Até agora, mais de cem compostos organoxenônicos foram pesquisados.
A maioria dos compostos organoxenônicos são mais instáveis do que os fluoretos de xenônio devido à alta polaridade. Os dipolos moleculares de difluoreto de xenônio e tetrafluoreto de xenônio são ambos 0 no comprimento Debye. Os primeiros sintetizados contêm apenas grupos perfluoro, mas depois alguns outros grupos foram encontrados, por exemplo, 2,4,6-trifluorofenil. 

## Xe (II)
O composto organoxenônico bivalente mais comum é o C6F5XeF, que quase sempre é usado como um precursor de outros compostos organoxenônicos. Devido à instabilidade do xenônio (II), é difícil sintetizar compostos organoxenônicos usando reagentes orgânicos gerais. Os compostos organoxenônicos são frequentemente preparados a partir de espécies de organocádmio incluindo Cd(ArF)2 (onde ArF é um areno contendo flúor), C6F5SiF3 e C6F5SiMe3 (usado junto com fluoreto).
Com o uso de ácidos de Lewis mais fortes, como C6F5BF2, compostos iônicos como [RXe] [ArFBF3] podem ser produzidos. Compostos de organoxenon de alquila e alquenil são preparados desta maneira também, por exemplo, C6F5XeCF = CF2 e C6F5XeCF3. 
2 C6F5XeF + Cd (C6F5)2 → 2 Xe (C6F5)2 + CdF2 ↓
C6F5XeF + (CH3)3 SiCN → C6F5XeCN + (CH3)3SiF
2 C6F5XeF + Cd (2,4,6-F3C6H2)2 → 2 (2,4,6-F3C6H2) XeC6F5 + CdF2 ↓
A terceira reação também produz (C6F5)2 Xe, Xe (2,4,6-F3C6H2)2 e assim por diante.
O precursor C6F5XeF pode ser preparado pela reação de trimetil (pentaflurofenil) silano (C6F5 SiMe3) e difluoreto de xenônio. Adicionar flúor ao C6F5XeF e pentafluoreto de arsênio é outro método de preparação.
Compostos de arilxenon com menos substituintes de flúor também são conhecidos. Por exemplo, (2,6-F2C6H3)Xe+
BF4- e (4-FC6H4)Xe+
BF4- foram preparados, e uma estrutura cristalina do primeiro foi obtida, consistindo de um xenônio formalmente de 1 coordenada com um contato longo e fraco com um flúor no ânion tetrafluoroborato. 

## Xe (IV)
Em 2000, cientistas produziram um composto iônico. Eles trataram tetrafluoreto de xenônio e difluoro (pentafluorofenil) borano em diclorometano a -55 °C:
XeF4 + C6F5BF2  [C6F5XeF2]+
BF4-
O composto é um agente de fluoração extremamente forte e é capaz de converter (C6 F5)3P em (C6F5)3PF2 bem como C6F5I em C6F5IF2 e iodo em pentafluoreto de iodo. 